# Wolffiella neotropica
Wolffiella neotropica är en kallaväxtart som beskrevs av Landolt. Wolffiella neotropica ingår i släktet Wolffiella och familjen kallaväxter. Inga underarter finns listade.